# オロスコパの戦い
オロスコパの戦いは、紀元前151年末に起こった、ハスドルバルが指揮するカルタゴ軍31,400と、ヌミディア王マシニッサが率いるヌミディア軍（戦力不明）との戦い。現在のチュニジア北西部にある古代都市オロスコパの近くで行われ、カルタゴは大敗を喫した。この戦いが第三次ポエニ戦争のきっかけとなった。
紀元前201年の第二次ポエニ戦争の講和条件の一つとして、カルタゴはローマ元老院の許可を得ずに戦争をすることが禁止されていた。「ローマの友」と呼ばれたマシニッサはこれを悪用し、カルタゴの領土を堂々と強奪することを繰り返した。紀元前151年、カルタゴは講和条約を無視してハスドルバルの下に25,400の軍隊を編成した。この軍には、マシニッサに不満を持つヌミディアの将軍2人が率いるヌミディア騎兵6,000が加わり、カルタゴ領オロスコパに対するマシニッサの攻撃を抑止しようとした。マシニッサはカルタゴ軍を水源の乏しい荒れた土地に誘い込み、これを包囲した。カルタゴ軍はヌミディア軍の補給能力は貧弱と予想していたが、マシニッサは効率的な兵站システムを備えた統制のとれた軍隊を編成しており、カルタゴ軍を飢えさせて降伏に追い込んだ。
降伏の条件に反し、多くのカルタゴ兵が殺されたが、ハスドルバルとその士官のほとんどはカルタゴに戻ることができた。カルタゴではローマをなだめるためにハスドルバルに死刑を宣告したが、ローマの反カルタゴ派はこの条約違反の軍事行動を口実に遠征をの準備を開始した。結果、第三次ポエニ戦争が勃発し、紀元前146年にカルタゴは完全に破壊され、その住民は殺害または奴隷化された。

## 背景
ローマは紀元前2世紀半ばの地中海地域において強大な勢力を築いていたが、一方でカルタゴは現代のチュニジアの北東部に位置する大規模な都市国家として存在していた。カルタゴ人はローマ人からラテン語のPunicus（またはPoenicus）という言葉で呼ばれていたが、これはカルタゴがフェニキア人によって建てられたことに由来している。
カルタゴとローマは紀元前264年から紀元前241年まで23年間続いた第一次ポエニ戦争と、紀元前218年から紀元前201年まで17年間続いた第二次ポエニ戦争を戦っていた。第二次ポエニ戦争では、ローマの将軍スキピオ・アフリカヌス（大スキピオ）がカルタゴの南西160キロメートルで起こったザマの戦いでカルタゴ軍の最高司令官ハンニバルを破り、両戦争ともローマの勝利で終わった。スキピオ・アフリカヌスはカルタゴと講和条約を締結し、海外領土とアフリカの領土の一部を剥奪した。また、賠償金として銀10,000タレントを50年かけて支払う義務を負わせた。さらにカルタゴは人質を取られた上にアフリカ以外での戦争行為を禁じられ、アフリカにおいてもローマの特別な許可を得なければ戦争を行うことができなくなった。有力なカルタゴ人の多くはこれを拒否しようとしたが、ハンニバルが強く支持を表明したため、紀元前201年の春にこれらの条件を受け入れた。これ以降カルタゴはローマに対して政治的に従属することが明白となった。

## 前段

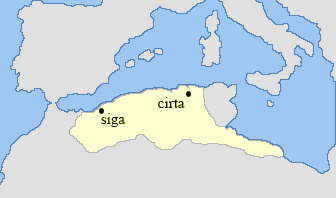
紀元前150年頃のヌミディアの版図

第二次ポエニ戦争が終結すると、ローマの同盟者であったマシニッサが現代のアルジェリアとチュニジアの大部分を支配していた先住民であるヌミディア人の中で最も強力な支配者となって台頭した。その後の50年にわたってマシニッサはカルタゴが自らの意思で自国の領土を守れない状況を何度も利用した。カルタゴがローマに状況の改善や軍事行動の許可を求めてもローマはマシニッサを支持し、カルタゴの要請を拒否した。マシニッサによるカルタゴの領土への襲撃と制圧はますます目に余るものとなり、ついには主要な都市や重要な港にまで及んだ。

## 戦闘
紀元前151年、ヌミディア軍はそれまでと同じくカルタゴの領土に侵入した。彼らはオロスコパの町を封鎖し、周辺の農地を荒廃させた。これはカルタゴ人にとっては耐えられない挑発であった。彼らは、ハスドルバルを将軍に選び、25,000の歩兵と400の騎兵からなる軍を編成し、条約に反してヌミディア軍に対する反撃を行った。カルタゴ軍には、マシニッサに不満を持つヌミディアの2人の将軍、スバとアサシスが率いる騎兵6,000が加わった。なお、ハスドルバルのそれまでの経歴は不明である。
カルタゴニア軍はオロスコパに進撃し、いくつかの小規模な小競り合いを制し、ヌミディア軍を撤退させた。しかしハスドルバルはこれに満足せず、カルタゴ軍にヌミディア軍を追跡させ、彼らを挑発して決戦に持ち込もうとした。しかし、ヌミディア軍は、これに応ぜず撤退を装い、水源が少なく食料調達が困難な荒れた地域にカルタゴ軍を誘い込んだ。最終的には会戦が発生するが、マシニッサが自ら戦いを選んだのか、それともハスドルバルの機動によって強制されたのかは不明である。戦いは丸一日続いたが、結果は出なかった。この戦いは、騎兵が槍を投げながら突撃したり反撃したりするのが主で、歩兵による肉弾戦はほとんどなかったと思われる。この戦いを、スキピオ・アフリカヌスの養孫であるスキピオ・アエミリアヌスが見ていたと言われているが、彼は養祖父の盟友であるマシニッサからローマ軍用の戦象を入手するためにヌミディアに滞在していた。
ハスドルバルは軍隊を丘の上に撤退させ、陣地を固めた。続いてアエミリアヌスを仲介者としてマシニッサと交渉に入った。しかし、カルタゴ側がスバとアサシスをマシニッサに引き渡すことを拒否したため、交渉は失敗に終わった。一方、ヌミディア軍は、カルタゴ軍が陣取っている丘の麓を囲むようにして、包囲陣地を築いていた。このため、カルタゴ軍は食料の調達はおろか、戦闘無しには軍を脱出させることもできなかった。ハスドルバルは、脱出のための戦闘を好まなかった。特に、ヌミディア軍は野蛮人の連合体であり、補給線は十分でないと考えていたからである。ハスドルバルは、戦闘も戦利品も期待できない状況では、ヌミディア兵はやがて帰国し始めるだろうと確信していた。そこでカルタゴ軍はヌミディア軍の撤退を待つこととし、食料が尽きた後は、家畜を屠殺して食べた。家畜がいなくなると、騎馬を殺して食べた。この食事を作るための薪もなかったので、カルタゴ軍は盾などの木製の武具も燃料に使った。
実際にはマシニッサはその50年に渡る長い治世の間に、効率的な兵站を備えた、統制のとれた軍隊を作り上げていた。ヌミディアは継戦能力が高く、カルタゴ軍を驚かせた。やがてカルタゴ陣営に病が蔓延し、ハスドルバルは降伏せざるを得なくなった。この際に莫大な賠償金を支払うなどの屈辱的な条件が課せられた。さらにカルタゴニア兵が降伏したにもかかわらず、マシニッサの息子であるグルッサが率いるヌミディア騎兵に襲われた。これがマシニッサとの共謀によるものかどうかは不明である。現代の歴史家ウィリアム・ハリスは、グルッサのこの攻撃はローマにそそのかされたと示唆している。。カルタゴ軍の死傷者数は不明であるが、ハリスは「ほとんどカルタゴには戻れなかった」と述べている。また、歴史家エイドリアン・ゴールズワーシーも「多くの者が斬り殺された」と書いている。すべての資料は、ハスドルバルとその士官のほとんどは生き残り、カルタゴに戻ったという点で一致している。カルタゴに戻ったハスドルバルは、ローマをなだめるために死刑を宣告された。ヌミディア人は現在のチュニジア北西部のCampi Magni（大平原）地方と町Thusca（現在のセルス (チュニジア)）を占領した。紀元前151年後半には、戦争に伴う行為は終わっていたと思われる。

## その後

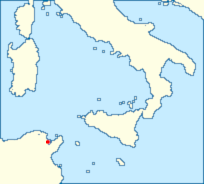
カルタゴの位置

カルタゴは50年前の第二次ポエニ戦争終結時に課せられたローマへの賠償金を紀元前151年に完済した。カルタゴは経済的には繁栄していたが、ローマにとってもはや軍事的な脅威ではなかった。それにもかかわらず、ローマ元老院の中にはカルタゴに対する軍事行動を望む派閥が長く存在していた。カルタゴの条約違反の軍事行動を口実に、ローマは懲罰的な遠征の準備を始めた。カルタゴの大使は、この遠征を阻止しようとローマとの交渉を試みたが、ローマはこれに応えなかった。カルタゴの北55キロメートルに位置する大きな港町ウティカは、紀元前149年にローマに寝返った。大きな港が確保でき、カルタゴ攻略が容易になったことを知ったローマの元老院とケントゥリア民会はカルタゴに宣戦布告した。
ローマの大軍がウティカに上陸した。カルタゴはローマとの戦いを回避しようとして、全ての武器を引き渡したにもかかわらず、ローマ人はカルタゴを包囲し、第三次ポエニ戦争が始まった。ローマ軍は紀元前149年の間、度重なる挫折を味わった。。紀元前148年には新しいローマ人指揮官が就任したが、同様に失敗した。紀元前147年には、スキピオ・アエミリアヌスが執政官兼アフリカ遠征軍司令官に任命された。スキピオは包囲網を強化し、カルタゴの海軍の最後の攻撃を撃退した。その後、彼は強力な部隊を率いてカルタゴの野戦軍の陣地を襲撃し、まだカルタゴを支持していたほとんどの町や都市を降伏させた。紀元前146年の春、スキピオはカルタゴに対する最後の攻撃を開始し、6日間かけて都市を組織的に破壊し、住民を殺害した。最後の日になってようやく捕虜が取られ、そのうちの5万人が奴隷として売られた。。旧カルタゴ領はウティカを首都とするアフリカ属州となった。